# Eteokyprische Sprache

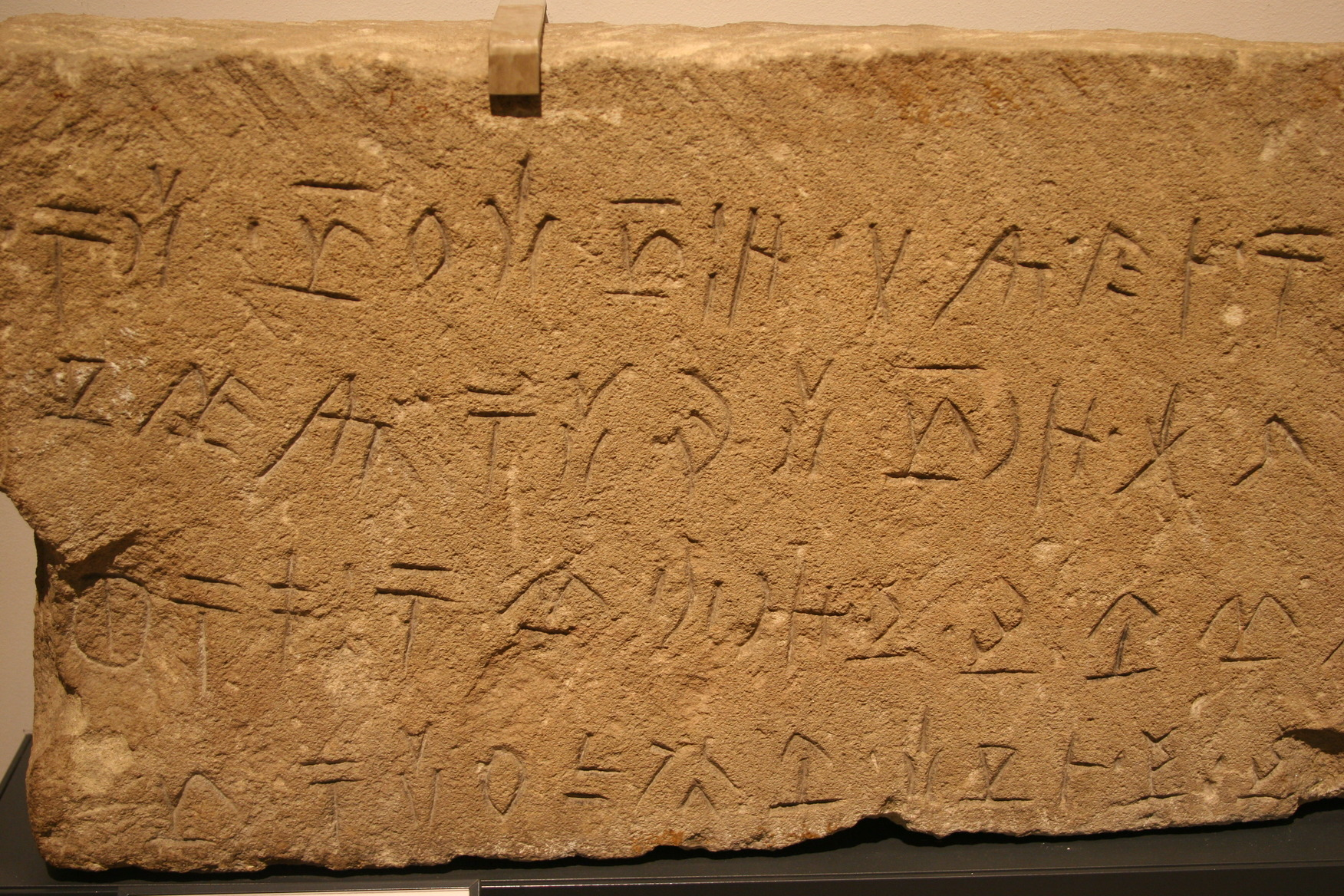
Einsprachige eteokyprische Inschrift aus Amathous (Ashmolean Museum, Oxford).

Als Eteokyprisch oder Eteozyprisch bezeichnet man eine ägäische Sprache, die vermutlich im 1. Jahrtausend v. Chr. neben dem Altgriechischen auf Zypern gesprochen wurde. Sie wurde durch das Griechische verdrängt und starb bis gegen Ende des 1. Jahrtausends v. Chr. aus. Den Begriff ‚Eteokyprisch‘ schuf im Jahr 1932 der Altorientalist Johannes Friedrich, nachdem bereits 1911 Richard Meister auf nichtgriechische Texte aus Zypern hingewiesen hatte.
Im 1. Jahrtausend v. Chr. wurde auf Zypern eine eigene Silbenschrift verwendet (kyprische Silbenschrift), wobei die meisten in dieser Schrift notierten Texte den arkadisch-kyprischen Dialekt des Altgriechischen repräsentieren (daher auch „kypro-griechische Schrift“). Daneben existieren aber einige Texte (25–35), die nicht griechisch gedeutet werden können und in denen man daher Zeugnisse einer einheimischen eteokyprischen Sprache vermutet. Die meisten (ca. 20) dieser Texte stammen aus Amathous. Da nur wenige und kurze Bilinguen existieren (bedeutend ist vor allem die eteokyprisch-griechische Bilingue aus Amathous), gestaltet sich die Entschlüsselung des Eteokyprischen bisher schwierig. Insgesamt bleibt bisher unklar, wie viele autochthone Sprachen (neben Griechisch und Phönizisch als eingewanderten Sprachen) im antiken Zypern gesprochen wurden. So besteht die Möglichkeit, dass Eteokyprisch und Kypro-Minoisch verschiedene Entwicklungsstufen derselben Sprache repräsentieren, zumal sich die kyprische Silbenschrift offenbar aus der kypro-minoischen Schrift entwickelte. Andererseits könnten regional unterschiedliche Sprachen gesprochen worden sein, die mit derselben oder ähnlicher Schrift geschrieben wurden. So weist der klassische Philologe Markus Egetmeyer angesichts der Überlieferungsdominanz von Amathous und deutlicher Unterschiede in den Zeichenfolgen der Texte aus A. und Golgoi auf die Möglichkeit einer „golgischen Sprache“ hin.
Einige Forschungsansätze versuchen, die eteokyprische Sprache und die eteokretische zu einer ägäischen Sprachfamilie zusammenzufassen.

## Einordnungen der Sprache
- Cyrus H. Gordon deutet die Sprache der nicht-griechischen Texte als semitische Sprache.
- Thierry Petit nimmt an, dass die Sprache mit dem Hurritischen und Urartäischen, ebenfalls beide ausgestorben, verwandt sein könnte.

Arnaud Fournet übersetzt die nicht-griechischen und nicht-golgischen Texte als archaisches Hurritisch.
- Aleksei Charsekin hat auch versucht, die Texte mit Hilfe des Etruskischen und Lemnischen zu interpretieren:
  - aisona: göttlich, von Gott [etr. <aisuna>: 'göttlich']
  - ana: er (an-oti 'von ihm') [etr. <an>: 'er, sie']
  - eki: hier [etr. <cei>]
  - kail: Land, Erde (kail-i 'in die Erde') [etr. <cel-i>: 'in die Erde']
  - kan: geben (kan-a, kan-io 'Gabe, Geschenk', kun-o 'gegeben') [etr. <cen-u>: 'gegeben']
  - Lasana: Tyrrhenier/Etrusker [etr. <Rašna>: 'Tyrrhenier/Etrusker']
  - man: liegen (man-a 'er liegt') [etr. <mene>]
  - mun: Land, Parzelle, Begräbnisplatz (mun-oti: 'in die Erde') [etr. <muni>, <munθ>]
  - oite: Mutter [etr. <ati> 'Mutter']
  - poti: Anführer/Häuptling
  - sot: Gruft (soti 'in die Gruft') [etr. <suθ>: 'Grab']
  - ta: jene(r/s) (tan: 'jene(r/s)', tan-oti: 'in jene(r/s) hinein') [etr. <ta>]
  - taraw: geben (taraw-i: 'gegeben werden', taraw-: 'gegeben') [etr. <tur-u>: 'gegeben']
  - tu: hier [etr. <θui> 'hier']
  - um: weihen (um-iesa-i: 'geweiht') [lemn. <aumai>: 'geweiht']